# Henk Bosveld

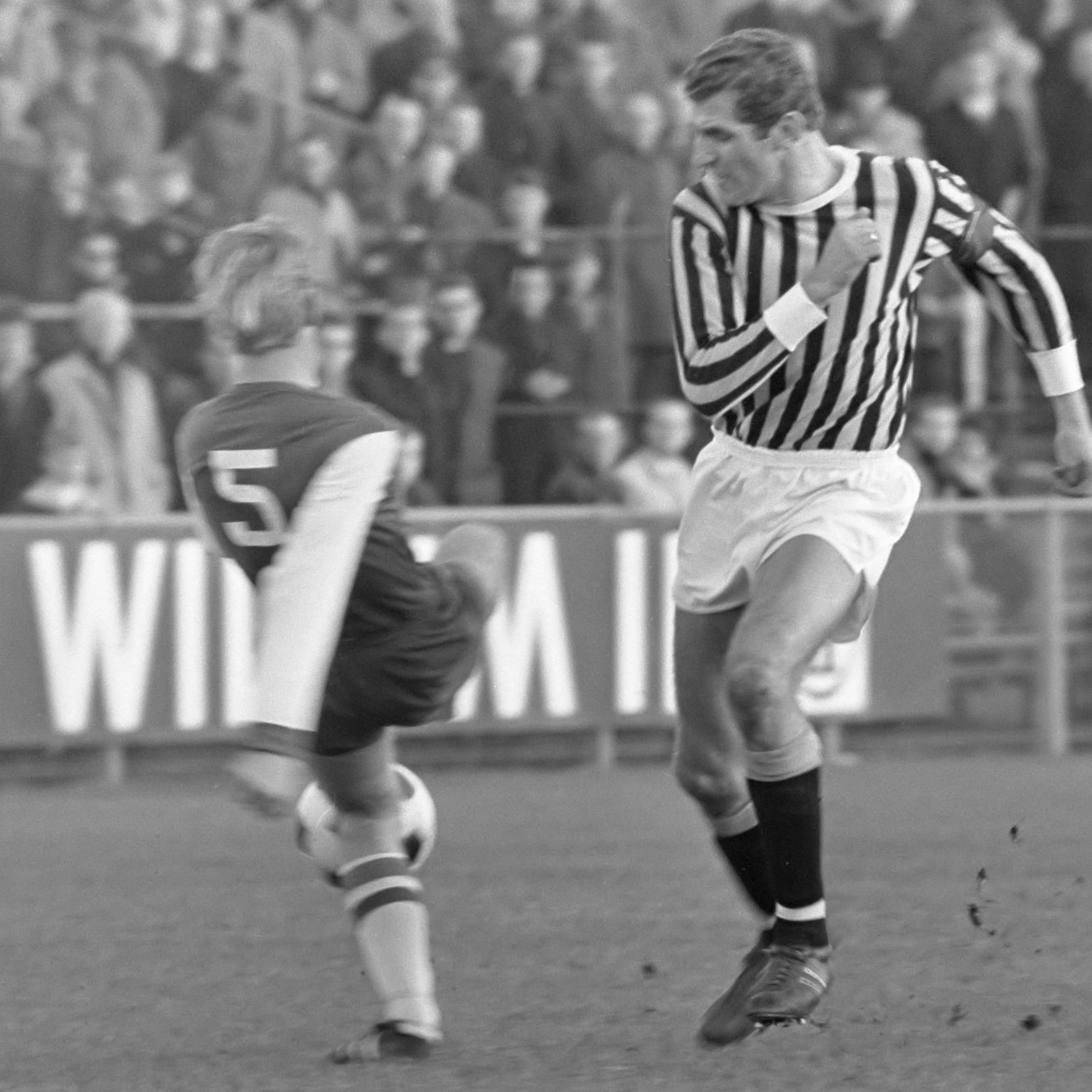
Henk Bosveld (r.) (1968)

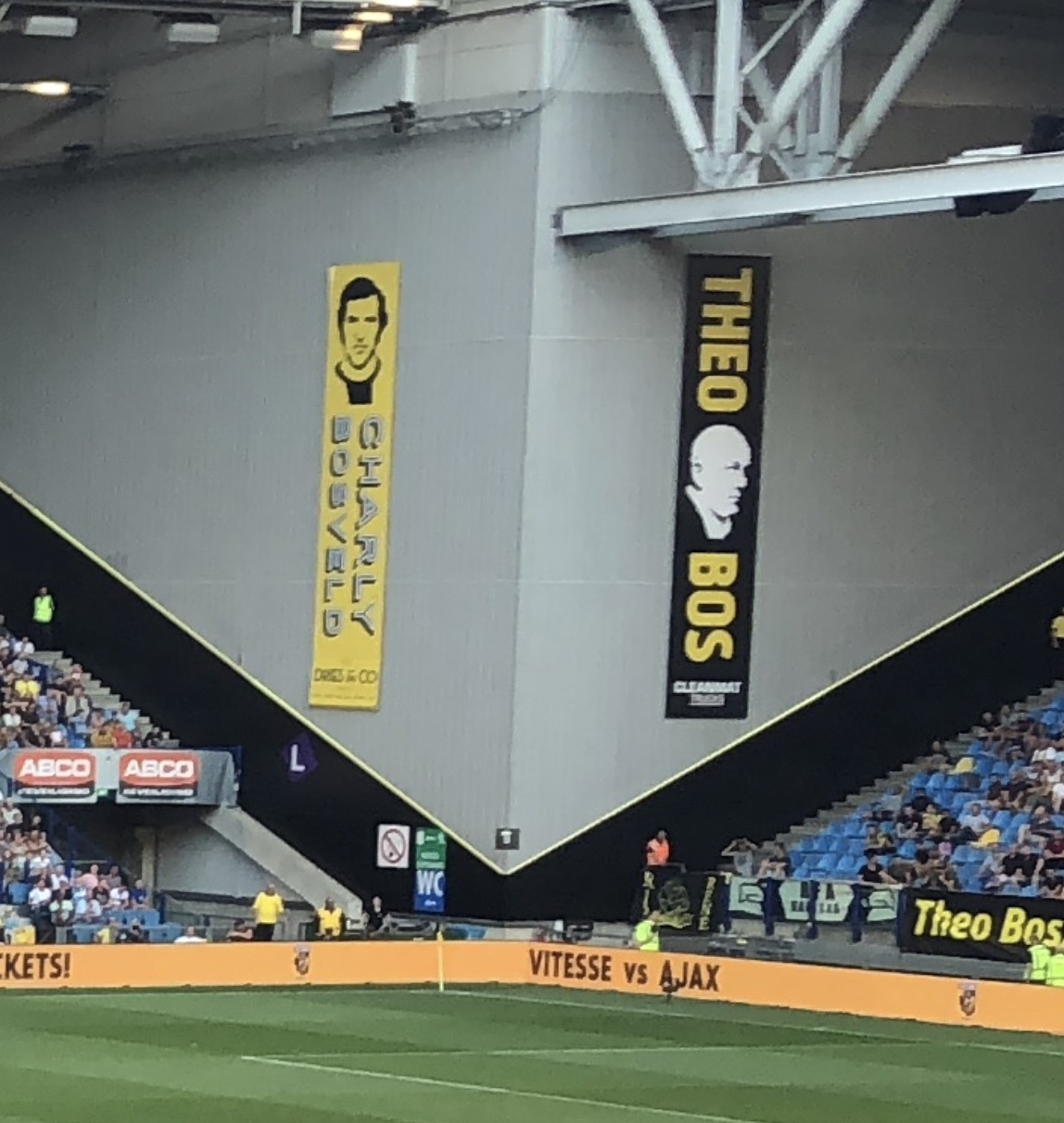
Charly Bosveld-tribune (oost)

Hendrikus Johannes (Henk) Bosveld (Velp, 10 juli 1941 – Arnhem, 6 augustus 1998) was een Nederlandse profvoetballer, die beter bekend was onder zijn bijnaam Charly Bosveld. Hij kwam tijdens zijn loopbaan uit voor Sportclub Enschede, Sparta en Vitesse en speelde twee interlands voor het Nederlands elftal. Bosveld kreeg zijn bijnaam 'Charly' van Friedrich Donenfeld, zijn trainer bij Sportclub Enschede, die vond dat Bosveld het loopje van Charlie Chaplin had.
Henk Bosveld begon zijn carrière bij de amateurs van VVO uit Velp. Op zijn achttiende werd hij ingelijfd door Sportclub Enschede. De vele doelpunten die hij maakte leverde hem de uitverkiezing op voor het Nederlands elftal. Op 14 oktober 1962 speelde hij met Oranje tegen België en op 12 april 1964 viel hij in tegen Oostenrijk. Bij deze twee interlands bleef het: Bosveld weigerde linksbuiten te spelen en werd daarop niet meer uitgenodigd.
In de zomer van 1964 werd hij ingelijfd door Sparta. Daar bleef hij spelen tot 1973, met een onderbreking in het seizoen 1968/1969 toen hij voor Vitesse uitkwam. Op 1 juli 1973 keerde Bosveld definitief terug naar Vitesse, waar hij nog zes seizoenen zou blijven spelen. Op 12 juni 1979 kreeg hij van de Arnhemse club een afscheidswedstrijd aangeboden tegen een selectie spelers van het Nederlands elftal. Na zijn carrière was hij eigenaar van een sigarenzaak en van een sportzaak in Arnhem en actief als hoofdtrainer in het Arnhemse amateurvoetbal (o.a. VIJDO). Ook was hij in dienst bij Vitesse als technisch adviseur. Op het laatst woonde hij in de nieuwe wijk Monnikenhuizen, op de plek waar het oude Vitessestadion heeft gestaan. Op 6 augustus 1998 stierf Bosveld op 57-jarige leeftijd aan de gevolgen van een hartinfarct. Hij is begraven op Moscowa.
Henk Bosveld wordt beschouwd als een belangrijk symbool voor zowel Vitesse als van Arnhem. Door zijn rol in het eerste voetbalteam van Vitesse droeg hij sterk bij aan de successen van de club. Hij groeide uit tot een van de boegbeelden van de club. Op 5 juni 2016 maakte Vitesse bekend dat de Oost-tribune in GelreDome wordt vernoemd naar Charly Bosveld.

## Bijzonderheden
- Bosveld is gekozen tot beste speler van Vitesse van de twintigste eeuw.
- René Bremer en Michel Bongers hebben het boek Charly, Vitessenaar van de eeuw in 2008 uitgebracht. Het is een met humor geschreven portret van de mens, voetballer en trainer Henk Bosveld.
- In Arnhem is in de wijk Stadseiland een straat naar zijn alias Charley Bosveld vernoemd.
- In kenniscentrum Rozet hangt aan de Arnhemse Wall of Fame langs de lange trap naar boven een portret van Bosveld.